# NICAM
NICAM (англ. Near Instantaneous Companded Audio Multiplex) — разновидность цифровой компрессии звука с потерями. Используется в качестве цифрового стандарта передачи стереофонического звукового сопровождения высокого качества в телевещании.

## История
Разработка стандарта была начата в 1983 году инженерами BBC совместно с рядом компаний Великобритании по заказу отдела разработок BBC. Спустя три года совместная техническая спецификация на стандарт NICAM для использования совместно с телевизионным стандартом I была одобрена правительством Великобритании. Стандарт также был успешно адаптирован для работы и с телевизионными системами B, G, H, а также D, K которые используются во многих странах Европы и всего мира.
Прежде чем о системе NICAM всерьёз заговорили как о вполне реальной системе передачи звукового сопровождения в телевизионном вещании с использованием цифрового кодирования, в рамках европейских стандартов была проведена серия испытаний системы в различных условиях, и окончательная оценка оказалась очень высокой.
Первый и самый важный вывод: несмотря на заметное понижение параметров дискретизации и уровневого кодирования по сравнению со стандартом, принятым для студий звукозаписи, качество звука, в том числе стереофонического, воспроизводимого на приёмном конце, оказалось достаточно высоким, чтобы отнести систему к классу Hi-Fi.
Приятным дополнением к этому следует считать невероятно высокую устойчивость системы при слабых сигналах на входе телеприемника. Многократные проверки надежно показали, что в системе NICAM удается воспроизводить стереозвуковое сопровождение вполне приемлемого качества при входном сигнале настолько слабом, что изображение можно зафиксировать с большим трудом, а аналоговый звук практически не прослушивается.
Телевизионный приёмник автоматически определяет наличие стереофонического звукового сопровождения одного из этих стандартов, осуществляя переключение декодера. Полное разделение двух каналов звука NICAM позволяет передавать как стереофоническую фонограмму, так и двуязычное звуковое сопровождение.

## Вещание
Одним из первых телевизионных каналов, начавших вещание в стандарте NICAM728 на территории СНГ, стал российский Первый канал (ОРТ), который в начале ноября 2003 года объявил о начале стереовещания с Останкинской телебашни. Вслед за ОРТ в стереоформате стал вещать телеканал «MTV Россия». 
В Белоруссии вещание в стандарте NICAM осуществляет СП «Космос ТВ», на Украине — канал М1.

## Техническая спецификация
Видео
- Система NICAM совместима со всеми вещательными стандартами, использующими стандарт разложения 625/50. Это, главным образом, стандарты PAL B, G, H и I, а также SECAM D и K[1].

Аналоговый звук (моно)
- Относительный уровень мощности ЧМ-сигнала моно — −11 дБ
- Передаваемый спектр поднесущей моно —  6,5 ± 0,05 МГц

Цифровой звук (стерео);
- Стандарт вещания NICAM728;
- Относительный уровень мощности модулированного цифрового стереосигнала NICAM — −26 дБ (типовое значение);
- Полоса частот, занимаемая сигналом NICAM — 5,85 ± 0,25 МГц;
- Скорость передачи данных NICAM — 728 кбит/c;
- Вид модуляции — дифференциальная QPSK;
- Разрядность квантования — 10 бит на отсчёт[1];
- Частота дискретизации — 32 кГц[1];
- Передаваемая полоса частот звука в двух каналах: 20 Гц — 15 кГц[1].

## Аналоги
- German A2
- BTSC (МТС)